# Diann Roffe
Diann Roffe-Steinrotter, ameriška alpska smučarka, * 24. marec 1967, Warsaw, New York.
Trikrat je nastopila na olimpijskih igrah ter leta 1994 postala olimpijska prvakinja v superveleslalomu, leta 1992 pa podprvakinja v veleslalomu. Na Svetovnem prvenstvu 1985 je postala svetovna prvakinja v veleslalomu. V svetovnem pokalu je tekmovala enajst sezon med letoma 1984 in 1994 ter dosegla dve zmagi in še šest uvrstitev na stopničke. V sezoni 1992 je bila tretja v veleslalomskem seštevku.